# Chester Football Club
Cet article concerne le club formé en 2010. Pour le club connu sous le nom de Chester FC de 1885 à 1983, voir Chester City Football Club.
Maillots
Le Chester Football Club est un club de football anglais fondé en 2010, à la suite de la liquidation de Chester City, basé à Chester. Le club évolue depuis la saison 2018-2019 en National League North (sixième division anglaise). Le club joue ses matchs à domicile au Deva Stadium.
Lors de sa saison inaugurale, elle a participé à la Division One North de Northern Premier League, après avoir obtenu gain de cause en appel auprès de la Football Association contre son placement initial en North West Counties League. Après avoir remporté cette division, elle remporte ensuite la Northern League Premier Division en 2011-2012 et la Conference North en 2012-2013.

## Emblème et couleurs

### Emblème
L'écusson a été conçu par Martin Huxley, un graphiste de Chester et fan de Chester FC, qui a décrit ainsi les symboles de l'écusson : « Le loup remonte à l'époque où le neveu de Guillaume le Conquérant, Hugh d'Avranches, a été nommé comte de Chester. Il était surnommé "Lupus", la traduction latine de "loup". La couronne fait référence à Chester comme étant une ville royaliste. Les variations de l'insigne ne permettent pas de savoir si les feuilles sont du laurier, un symbole reconnu de la victoire, ou du chêne, un arbre important (et commun) à Chester. Le chêne est utilisé depuis longtemps sur le logo du Cheshire Regiment, en référence au fait d'avoir sauvé la vie du roi George II sous un chêne lors de la bataille de Dettingen en 1743 ».
Conformément à l'emblème du club, la mascotte de Chester est un loup sympathique appelé "Big Lupus".

### Couleurs
Chester jouent en bleu et blanc avec un short bleu et des chaussettes bleues et blanches, comme leurs prédécesseurs Chester City. Pour leurs deux premières saisons, leurs maillots ont été fabriqués par la société de vêtements de sport Joma ; à partir de la saison 2012-2013, les maillots sont fabriqués par Puma, tandis que depuis la réforme, le maillot du club est sponsorisé par MBNA,. La couleur du maillot extérieur des Blues change chaque année, passant du violet pour la première saison, au jaune en 2011-2012 et au vert en 2012-2013. Le maillot d'entraînement proposé pour la saison 2013-2014 est gris avec des détails noirs.

### Équipementier et sponsor
| Période   | Équipementier | Sponsor                |
| --------- | ------------- | ---------------------- |
| 2010–2012 | Joma          | MBNA                   |
| 2012–2015 | Puma          | MBNA                   |
| 2015–     | Puma          | MBNA & Skywheels Group |

## Stade

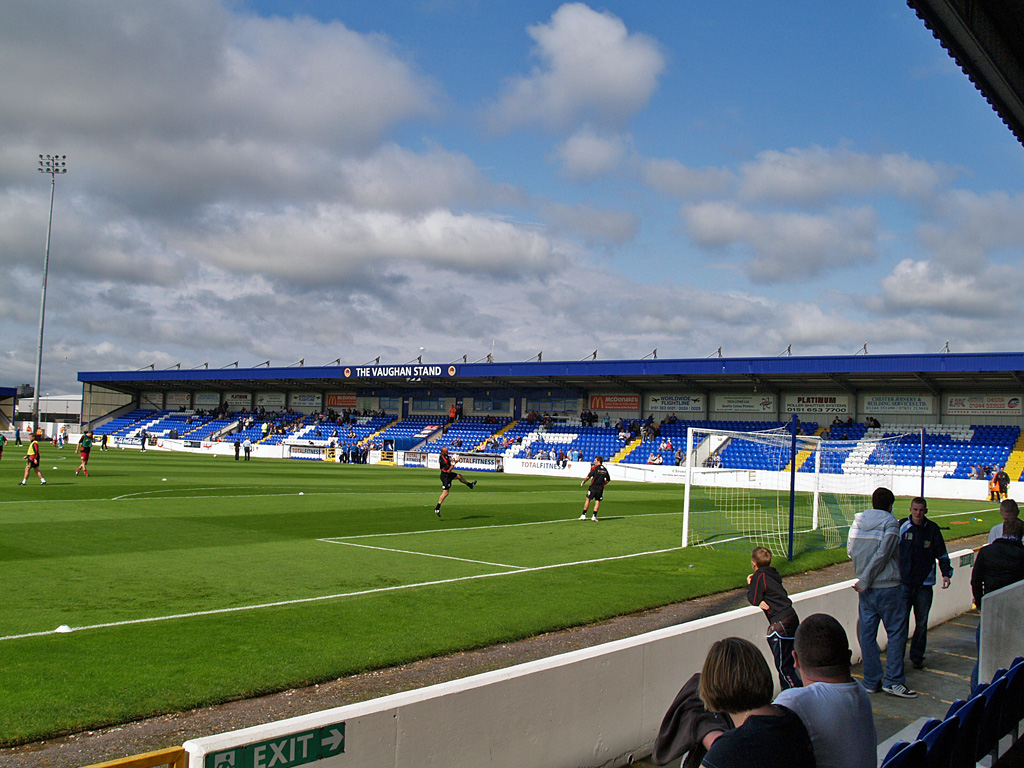
Deva Stadium, stade où le club joue ses matchs à domicile.

Chester FC jouent ses matchs au Deva Stadium, le stade de leur prédécesseur. Le stade est actuellement nommé Swansway Chester Stadium pour des raisons de sponsoring. Il a une capacité de 5 376 spectateurs, dont 4 170 assis. C'est actuellement le 112e stade le plus grand d'Angleterre.
Le stade a été loué au club par le conseil de Cheshire West and Chester. Le stade est situé dans la zone industrielle de Sealand Road et chevauche la frontière entre l'Angleterre et le pays de Galles. Le terrain et les trois tribunes se trouvent au pays de Galles (Flintshire), la tribune Est étant située en Angleterre.
Le plus grand nombre de spectateurs au Deva Stadium a été enregistré en avril 2012 contre Northwich Victoria, avec une affluence de 5 009 spectateurs.

## Saison par saison
| Saison    | Ligue                  | Division | Pts | J  | G  | N  | P  | Bp  | Bc | Diff | Rang               | Meilleur buteur en championnat | Buts | FA Cup                   | FA Trophy                | Cheshire Senior Cup | Moyennes d'affluences |
| --------- | ---------------------- | -------- | --- | -- | -- | -- | -- | --- | -- | ---- | ------------------ | ------------------------------ | ---- | ------------------------ | ------------------------ | ------------------- | --------------------- |
| 2010-2011 | NPL Division One North | 8        | 97  | 44 | 29 | 10 | 5  | 107 | 36 | +71  | 1er sur 23 Promu   | Michael Wilde                  | 36   | N/A                      | N/A                      | 2e tour             | 2 382                 |
| 2011-2012 | NPL Premier Division   | 7        | 100 | 42 | 31 | 7  | 4  | 102 | 29 | +73  | 1er sur 22 Promu   | Chris Simm                     | 15   | N/A                      | 2e tour                  | 2e tour             | 2 789                 |
| 2012-2013 | Conference North       | 6        | 107 | 42 | 34 | 5  | 3  | 103 | 32 | +71  | 1er sur 22 Promu   | Nathan Jarman                  | 14   | 3e tour de qualification | 3e tour de qualification | Vainqueur           | 2 579                 |
| 2013-2014 | Conference Premier     | 5        | 51  | 46 | 12 | 15 | 19 | 49  | 70 | -21  | 21e sur 24         | Gareth Seddon                  | 7    | 4e tour de qualification | 1er tour                 | Round 2             | 2 366                 |
| 2014-2015 | Conference Premier     | 5        | 63  | 46 | 19 | 6  | 21 | 64  | 76 | -12  | 12e sur 24         | John Rooney                    | 11   | 2e tour                  | 1er tour                 | Tour préliminaire   | 2 189                 |
| 2015-2016 | National League        | 5        | 54  | 46 | 14 | 12 | 20 | 67  | 71 | -4   | 17e sur 24         | Ross Hannah                    | 23   | 4e tour de qualification | 3e tour                  | Demi-finale         | 2 199                 |
| 2016-2017 | National League        | 5        | 52  | 46 | 14 | 10 | 22 | 63  | 71 | -8   | 19e sur 24         | James Alabi                    | 17   | 4e tour de qualification | 2e tour                  | 1er tour            | 2 031                 |
| 2017-2018 | National League        | 5        | 37  | 46 | 8  | 13 | 25 | 42  | 79 | -37  | 23e sur 24 Relégué | James Akintunde Ross Hannah    | 8    | 4e tour de qualification | 2e tour                  | Tour préliminaire   | 1 827                 |
| 2018-2019 | National League North  | 6        | 62  | 42 | 16 | 14 | 12 | 60  | 62 | -2   | 9e sur 24          | Anthony Dudley                 | 11   | 2e tour de qualification | 3e tour de qualification | Quart de finale     | 1 838                 |
| 2019-2020 | National League North  | 6        | 54  | 32 | 15 | 9  | 8  | 58  | 38 | +20  | 6e sur 24          | Akwasi Asante                  | 18   | 2e tour de qualification | 2e tour                  | Demi-finale         | 2 019                 |
| 2020-2021 | National League North  | 6        | 28  | 17 | 8  | 4  | 5  | 32  | 24 | +8   | 3e sur 24          | Danny Elliott                  | 7    | 4e tour de qualification | 3e tour                  | Non terminé         | 403                   |
| 2021-2022 | National League North  | 6        | 47  | 42 | 12 | 11 | 19 | 70  | 71 | -1   | 16e sur 22         | Marcus Dackers                 | 9    | 3e tour de qualification | 2e tour                  | 1er tour            | 1 691                 |

1. ↑  Chester a été sauvé en raison de dettes impayées de Salisbury City et de Hereford United.
2. ↑  À cause de la pandémie de Covid-19, le championnat a été interrompu puis définitivement arrêté le 22 avril 2020.
3. ↑  Inachevé en raison de la pandémie de Covid-19.
4. ↑  La saison a été déclarée nulle et non avenue en février 2021 en raison des perturbations causées par la Covid-19.
5. ↑  La plupart des matchs étaient joués à huis clos pour éviter la transmission du Covid-19. Lorsque le taux de transmission était faible dans la région de Chester, certains supporteurs étaient autorisés à assister aux matchs. Cependant, le nombre de spectateurs était limité entre 20 et 30% de la capacité normale de chaque stade.

## Palmarès
| Compétitions nationales | Compétitions régionales                             | Autres trophées |
| - Conference North (D6) (1) : - Champion : 2012-2013 - Northern Premier League Premier Division (D7) (1) : - Champion : 2011-2012 - Northern Premier League One North (D8) (1) : - Champion : 2010-2011 | - Cheshire Senior Cup (1) : - Vainqueur : 2012-2013 | - Peter Swales Shield (1) : - Vainqueur : 2012 - Brian Lomax Supporters Direct Cup (1) : - Vainqueur : 2011 - Supporters Direct Shield (1) : - Vainqueur : 2019 |